# キャニオン郡 (アイダホ州)
キャニオン郡（英: Canyon County）は、アメリカ合衆国アイダホ州の南西部州境に位置する郡である。2020年国勢調査での人口は231,105人である。郡庁所在地はコールドウェル市（人口59,996人）であり、同郡で最多の人口を抱える都市はナンパ市（人口100,200人）である。キャニオン郡はボイシ大都市圏に属している。

## 歴史
キャニオン郡は1891年3月7日に、コールドウェル市を郡庁所在地として設立された。郡名はコールドウェルに近いボイシ川の渓谷に因んで名付けられたとされている。しかし、ジョン・リーズとバーディス・フィッシャーは、オワイヒー郡との自然の郡境となっているスネーク川の渓谷に因んで名付けられたと考えている。ハドソン湾会社が1834年に現在のパーマ近くにボイシ砦を設立したが、1855年には放棄された。オレゴン・トレイル沿いにあったキャニオン郡を通って移民達が移動した。
オレゴン短線鉄道が1883年に開通した。

## 地理
アメリカ合衆国国勢調査局に拠れば、郡域全面積は603.51平方マイル (1,563.1 km2)であり、このうち陸地は589.72平方マイル (1,527.4 km2)、水域は13.79平方マイル (35.7 km2)で水域率は2.28％である。

### 隣接する郡
- ペイエット郡 - 北
- ジェム郡 - 北東
- エイダ郡 - 東
- オワイヒー郡 - 南
- マルヒュア郡 (オレゴン州) - 西

### 国立保護地域
- ディアフラット国立野生生物保護区（部分）
- スネーク川猛禽類国立保存地域（部分）

### 高規格道路
| - - 州間高速道路84号線西 - - アメリカ国道20号線 - - アメリカ国道26号線 - - アメリカ国道30号線 - - アメリカ国道95号線 | - - アイダホ州道19号線 - - アイダホ州道44号線 - - アイダホ州道45号線 - - アイダホ州道55号線 |

## 人口動態
| 統計年 | 人口      |
| ------ | --------- |
| 1900年 | 7,497人   |
| 1910年 | 25,323人  |
| 1920年 | 26,932人  |
| 1930年 | 30,930人  |
| 1940年 | 40,987人  |
| 1950年 | 53,597人  |
| 1960年 | 57,662人  |
| 1970年 | 61,288人  |
| 1980年 | 83,756人  |
| 1990年 | 90,076人  |
| 2000年 | 131,441人 |
| 2010年 | 188,923人 |
| 2020年 | 231,105人 |

以下は2000年国勢調査による人口統計データである。
| 基礎データ - 人口: 131,441人 - 世帯数: 45,018 世帯 - 家族数: 33,943 家族 - 人口密度: 86人/km2（223人/mi2） - 住居数: 47,965軒 - 住居密度: 31軒/km2（81/mi2） 人種別人口構成 - 白人: 83.10% - アフリカン・アメリカン: 0.32% - ネイティブ・アメリカン: 0.85% - アジア人: 0.80% - 太平洋諸島系: 0.13% - その他の人種: 12.17% - 混血: 2.62% - ヒスパニック・ラテン系: 18.61% 先祖による構成 - ドイツ系：15.9％ - イギリス系：12.7％ - アメリカ人：10.3％ - アイルランド系：7.6％ 年齢別人口構成 - 18歳未満: 30.9% - 18-24歳: 10.7% - 25-44歳: 28.3% - 45-64歳: 19.8% - 65歳以上: 11.0% - 年齢の中央値: 30歳 - 性比（女性100人あたり男性の人口） - 総人口: 98.7 - 18歳以上: 96.3 | 世帯と家族（対世帯数） - 18歳未満の子供がいる: 39.8% - 結婚・同居している夫婦: 60.7% - 未婚・離婚・死別女性が世帯主: 10.1% - 非家族世帯: 24.6% - 単身世帯: 19.8% - 65歳以上の老人1人暮らし: 8.4% - 平均構成人数 - 世帯: 2.85人 - 家族: 3.28人 収入と家計 - 収入の中央値 - 世帯: 35,884米ドル - 家族: 40,377米ドル - 性別 - 男性: 29,418米ドル - 女性: 22,044米ドル - 人口1人あたり収入: 15,155米ドル - 貧困線以下 - 対人口: 12.0% - 対家族数: 8.7% - 18歳未満: 14.5% - 65歳以上: 10.7% |

### 建築
キャニオン郡開発局に拠ると、2007年に建設許可が降りたのは郡内で926件、郡内の小区分で63件、再区分で3件だった。99件の用途制限付き許可も発行された。

## 都市と町

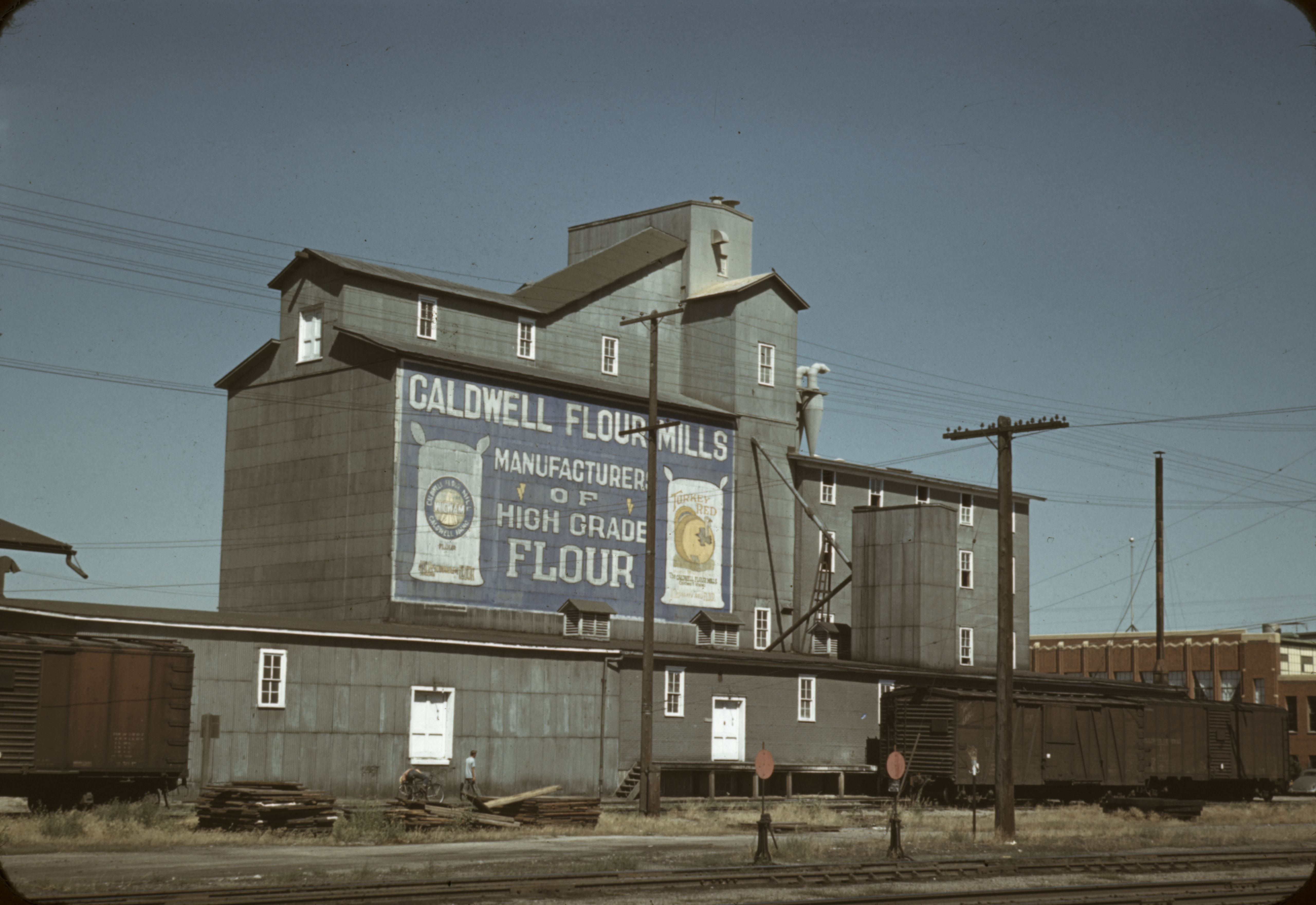
コールドウェルの製粉所

### 都市
- ナンパ
- コールドウェル - 郡庁所在地
- グリーンリーフ
- メルバ
- ミドルトン
- ノータス
- パーマ
- ワイルダー

### 未編入の町
- ボウモント
- ハストン
- リバーサイド